# Parakozlowskiella
Parakozlowskiella is een geslacht van uitgestorven kreeftachtigen uit de klasse van de Ostracoda (mosselkreeftjes).

## Soorten
- Parakozlowskiella kauliana Becker, 1992 †
- Parakozlowskiella poloniae Adamczak, 1968 †